# Cabo Paryadin
El Cabo Paryadin es un cabo que constituye el extremo más occidental de la costa oeste de la isla San Pedro, del archipiélago de las islas Georgias del Sur. 
Fue descubierto en 1775 por una expedición británica al mando de James Cook. El cabo fue nuevamente avistado en 1819 por una expedición rusa bajo Fabian Gottlieb von Bellingshausen, quien lo nombró por Yakov Poryadin, navegante en la Vostok. La ortografía "Paryadin" para el cabo se ha establecido a través de un uso prolongado.
En el islote más occidental de este accidente geográfico está uno de los puntos que determinan las líneas de base de la República Argentina, a partir de las cuales se miden los espacios marítimos que rodean al archipiélago.